# Phanas de Pellène
Phanas de Pellène (grec ancien : Φανᾶς Πελληνεὺς) est un vainqueur olympique originaire de la cité de Pellène (sur le golfe de Corinthe).
Il réalisa le triplé en remportant la course à pied du stadion d'une longueur d'un stade (environ 192 m), le díaulos (double stade, soit environ 384 m) et la course en armes lors des 67e Jeux olympiques, en 512 av. J.-C. Il fut le premier athlète à réaliser cet exploit et donc à être triastès.

## Sources
- (en) Paul Christesen, Olympic Victor Lists and Ancient Greek History, New York, Cambridge University Press, 2007, 580 p. (ISBN 978-0-521-86634-7).
- Eusèbe de Césarée, Chronique, Livre I, 70-82. Lire en ligne.
- (en) Mark Golden, Sport in the Ancient World from A to Z, Londres, Routledge, 2004, 184 p. (ISBN 0-415-24881-7).
- (en) David Matz, Greek and Roman Sport : A Dictionnary of Athletes and Events from the Eighth Century B. C. to the Third Century A. D., Jefferson et Londres, McFarland & Company, 1991, 169 p. (ISBN 0-89950-558-9)
- (it) Luigi Moretti, « Olympionikai, i vincitori negli antichi agoni olimpici », Atti della Accademia Nazionale dei Lincei, vol. VIII,‎ 1959, p. 55-199.